# Історія української літератури (книга, 1923—1995)
«Історія української літератури» — науковий проект Михайла Грушевського, який він здійснив у еміграції. Перші п'ять томів цієї роботи були надруковані у Львові в 1923, останній, 6-й том, лишився в рукописі і був надрукований тільки в 1995 році.